# В останню годину (фільм, 1929)
«В останню годину» (рос. «В последний час») — грузинський радянський чорно-білий художній фільм кінорежисера Михайла Чіаурелі, військова драма.

## Сюжет
1918 рік. Одне з південних міст захоплене білими. Підпільний більшовицький комітет готує у місті збройне повстання. З фронту очікується прибуття загону червоногвардійців. Щоб не пропустити їх у місто, білокозаки підривають залізничні колії. Для відновлення залізниці більшовик Забелін організовує загін робітників.

## Актори
- Олександра Тоїдзе — Діна
- Олександр Калабегішвілі
- Олександр Такайшвілі — грає самого себе
- М. Стаценко
- А. Мурусідзе
- Микола Санішвілі
- Олександр Джалахашвілі
- М. Забєлін